# گرمابه چناسک
گرمابه چناسک مربوط به دوره قاجار است و در شهرستان آبیک، بخش مرکزی، روستای جناسک واقع شده و این اثر در تاریخ ۱۹ مرداد ۱۳۸۴ با شمارهٔ ثبت ۱۲۸۸۹ به‌عنوان یکی از آثار ملی ایران به ثبت رسیده است.